# Direct Énergie
BBOX Bouygues Télécom (BB) är ett franskt professionellt cykelstall sponsrat av den franska mobiloperatören Bouygues Télécom sedan 2005. Cykelstallet Bouygues Télécom tillhörde UCI ProTour fram till 2009. Men efter ett beslut i september 2009 valde UCI att inte förnya lagets licens efter säsongen.
Stallet bildades 1984 under namnet System U. Ett år senare lade de ned, men återkom 1986 under annan ledning. Cyrille Guimard blev sportdirektör för stallet 1986 och tog med sig den franska cyklisten Laurent Fignon i laguppställningen. Fignon vann nästan Tour de France 1989 med stallet. 1990 blev de tvungna att byta namn på grund av sponsortrassel och det nya namnet blev Team Castorama. Guimard blev manager för stallet 1992. Men inför säsongen 1995 tog den tidigare franska cyklisten Jean-René Bernaudeau över stallet. 
Mellan 1996 och 1999 fanns inte stallet med på de största professionella cykeltävlingarna, utan tävlade på en lägre nivå, och kallades då Vendée U, som var ett utvecklingslag för vilka bland annat Fabrice Salanson och Thomas Voeckler. Namnet Vendée U kommer från den franska regionen Vendée. Stallet kom tillbaka till den översta klassen av den professionella cykelvärlden under namnet Bonjour (2000 - 2002) och Brioches La Boulangère (2003 - 2004). 
Ägaren till stallet är SA Vendée Cyclisme, och stallets styrs sedan 2000 av managern Jean-René Bernaudeau.